# Kenji Haneda
Kenji Haneda (羽田 憲司 Haneda Kenji?, nacido el 1 de diciembre de 1981 en Ichikawa, Chiba) es un exfutbolista y actual entrenador japonés. que se desempeñaba de centrocampista y su último club fue el Vissel Kobe de Japón. Actualmente se encuentra dirigiendo al equipo sub-23 de Japón.

## Trayectoria

### Clubes
| Club            | País  | Año         |
| --------------- | ----- | ----------- |
| Kashima Antlers | Japón | 2000 - 2006 |
| Cerezo Osaka    | Japón | 2007 - 2010 |
| Vissel Kobe     | Japón | 2011 - 2012 |

## Estadística de carrera

### J. League
| Club            | Año   | J. League | J. League | Copa J. League | Copa J. League | Total | Total |
| Club            | Año   | Part.     | Goles     | Part.          | Goles          | Part. | Goles |
| --------------- | ----- | --------- | --------- | -------------- | -------------- | ----- | ----- |
| Kashima Antlers | 2000  | 3         | 0         | 5              | 0              | 8     | 0     |
| Kashima Antlers | 2001  | 6         | 1         | 0              | 0              | 6     | 1     |
| Kashima Antlers | 2002  | 0         | 0         | 0              | 0              | 0     | 0     |
| Kashima Antlers | 2003  | 0         | 0         | 0              | 0              | 0     | 0     |
| Kashima Antlers | 2004  | 0         | 0         | 0              | 0              | 0     | 0     |
| Kashima Antlers | 2005  | 6         | 1         | 2              | 0              | 8     | 1     |
| Kashima Antlers | 2006  | 4         | 0         | 5              | 0              | 9     | 0     |
| Cerezo Osaka    | 2007  | 25        | 0         | -              | -              | 25    | 0     |
| Cerezo Osaka    | 2008  | 32        | 1         | -              | -              | 32    | 1     |
| Cerezo Osaka    | 2009  | 50        | 1         | -              | -              | 50    | 1     |
| Cerezo Osaka    | 2010  | 20        | 0         | 5              | 0              | 25    | 0     |
| Vissel Kobe     | 2011  | 6         | 0         | 1              | 0              | 7     | 0     |
| Vissel Kobe     | 2012  | 0         | 0         | 0              | 0              | 0     | 0     |
| Total           | Total | 152       | 4         | 18             | 0              | 170   | 4     |

## Palmarés

### Títulos nacionales
| Título             | Club            | País  | Año  |
| ------------------ | --------------- | ----- | ---- |
| Copa J. League     | Kashima Antlers | Japón | 2000 |
| J1 League          | Kashima Antlers | Japón | 2000 |
| Copa del Emperador | Kashima Antlers | Japón | 2000 |
| J1 League          | Kashima Antlers | Japón | 2001 |
| Copa J. League     | Kashima Antlers | Japón | 2002 |